# Epicyon
Epicyon (досл. «більше, ніж пес») — великий викопний рід псових з підродини Borophaginae («собак-костодерів»), родом з Північної Америки. Epicyon існував близько 7 мільйонів років від пізнього міоцену до раннього пліоцену. E. haydeni — найбільший відомий представник псових всіх часів, типовий вид досягав 2,4 м завдовжки, 90 см у плечах і ~100—125 кг маси тіла. Найбільший відомий зразок плечової кістки належав особині вагою до 170 кг.

## Опис

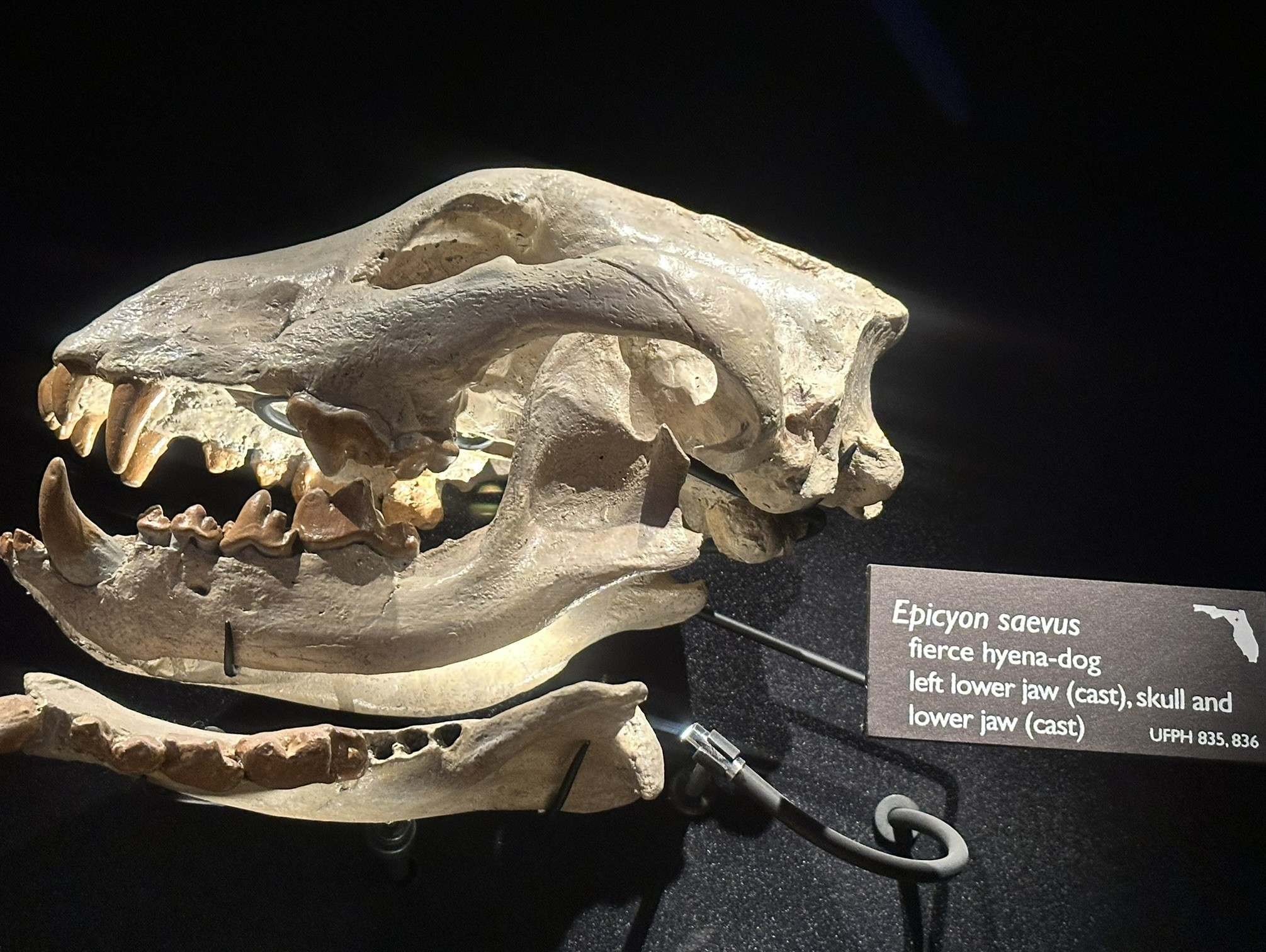
Зліпок черепа E. saevus, Музей природничої історії Флориди

Цей вимерлий псовий мав великі розміри: найбільший вид міг перевищувати 170 кілограмів у вазі й півтора метра в довжину. Епіціон мав масивний короткий череп, дуже схожий на вовчий, довжина якого могла досягати 35 сантиметрів. Передні лапи були міцні та довгим. Як і гієни, Epicyon мав збільшений нижній четвертий премоляр і потужні щелепи, завдяки чому звір мав надзвичайно потужний прикус.
Epicyon був гігантським членом родини, який виник від подібних, але менших форм (Protepicyon) і еволюціонував, утворивши кілька видів: невеликого E. saevus і потужного E. haydeni, які співіснували в одних і тих же екосистемах на більшій частині Північної Америки, від Каліфорнії до Альберти, від Флориди до Канзасу, від Нью-Мексико до Техасу. Третій вид E. aelurodontoides був знайдений тільки в Канзасі.